# Élections municipales de 2021 dans Pontiac
Pour un article plus général, voir Élections municipales de 2021 en Outaouais.
Cet article concerne les élections municipales de 2021 en Outaouais dans la municipalité régionale de comté dans Pontiac.

## Alleyn-et-Cawood
|             | Élection (2017)                                                                            | Dissolution (2021)                                                                         | Élection (2021)                                                                          |
| Maire       | Carl Mayer                                                                                 | Carl Mayer                                                                                 | Carl Mayer                                                                               |
| Conseillers | Susan Tanner Jason Emery Sidney Squitti John Emery Mona Giroux-Woodstock Grace Becky Early | Susan Tanner Jason Emery Sidney Squitti John Emery Mona Giroux-Woodstock Grace Becky Early | Susan Tanner Guy Bergeron Sidney Squitti James Giroux Mona Giroux-Woodstock Darryl Mayer |

| Taux de participation :                | Taux de participation :                | Taux de participation :                | Taux de participation :                | Taux de participation :                | 58,4 % |
| Nombre de votes valides :              | Nombre de votes valides :              | Nombre de votes valides :              | Nombre de votes valides :              | Nombre de votes valides :              | 178    |
| Nombre de votes rejetées à la mairie : | Nombre de votes rejetées à la mairie : | Nombre de votes rejetées à la mairie : | Nombre de votes rejetées à la mairie : | Nombre de votes rejetées à la mairie : | 3      |
| Nombre d'électeurs inscrits :          | Nombre d'électeurs inscrits :          | Nombre d'électeurs inscrits :          | Nombre d'électeurs inscrits :          | Nombre d'électeurs inscrits :          | 310    |

| Candidats pour la mairie | Vote | %     |
| ------------------------ | ---- | ----- |
| Carl Mayer (Sortante)    | 116  | 65,17 |
| Joseph Squitti           | 62   | 34,83 |

| Candidats conseiller #1 | Vote            | %               |
| ----------------------- | --------------- | --------------- |
| Susan Tanner (Sortante) | Sans opposition | Sans opposition |

| Candidats conseiller #2 | Vote | %     |
| ----------------------- | ---- | ----- |
| Guy Bergeron            | 109  | 61,24 |
| Jason Emery (Sortant)   | 44   | 24,72 |
| Ronnie Lafleur          | 25   | 14,04 |

| Candidats conseiller #3  | Vote | %     |
| ------------------------ | ---- | ----- |
| Sidney Squitti (Sortant) | 110  | 61,45 |
| Gerry Toomey             | 69   | 38,55 |

| Candidats conseiller #4 | Vote | %     |
| ----------------------- | ---- | ----- |
| James Giroux            | 111  | 62,71 |
| John Emery (Sortant)    | 66   | 37,29 |

| Candidats conseiller #5 | Vote            | %               |
| ----------------------- | --------------- | --------------- |
| Mona Giroux (Sortante)  | Sans opposition | Sans opposition |

| Candidats conseiller #6      | Vote | %     |
| ---------------------------- | ---- | ----- |
| Darryl Mayer                 | 105  | 58,66 |
| Grace Becky Early (Sortante) | 74   | 41,34 |

## Bristol
|             | Élection (2017)                                                                        | Dissolution (2021)                                                                     | Élection (2021)                                                                                               |
| Maire       | Brent Orr                                                                              | Brent Orr                                                                              | Brent Orr |
| Conseillers | Phillip Holmes Archie Greer Colette O'Malley Greg Graham Brian Drummond Debbie Kilgour | Phillip Holmes Archie Greer Colette O'Malley Greg Graham Brian Drummond Debbie Kilgour | Valerie Twolan-Graham Archie Greer Colette O'Malley Meaghan McConnell Greg Graham Kim Crawford Debbie Kilgour |

| Candidats pour la mairie | Vote            | %               |
| ------------------------ | --------------- | --------------- |
| Brent Orr (Sortant)      | Sans opposition | Sans opposition |

| Candidats conseiller #1 | Vote | %     |
| ----------------------- | ---- | ----- |
| Valerie Twolan-Graham   | 287  | 67,53 |
| Tracey Moore            | 138  | 32,47 |

| Candidats conseiller #2 | Vote            | %               |
| ----------------------- | --------------- | --------------- |
| Archie GFreer (Sortant) | Sans opposition | Sans opposition |

| Candidats conseiller #3 | Vote            | %               |
| ----------------------- | --------------- | --------------- |
| Meaghan McConnell       | Sans opposition | Sans opposition |

| Candidats conseiller #4 | Vote            | %               |
| ----------------------- | --------------- | --------------- |
| Greg Graham (Sortant)   | Sans opposition | Sans opposition |

| Candidats conseiller #5 | Vote | %     |
| ----------------------- | ---- | ----- |
| Kim Crawford            | 277  | 65,33 |
| Edward Rusentrom        | 147  | 34,67 |

| Candidats conseiller #6   | Vote            | %               |
| ------------------------- | --------------- | --------------- |
| Debbie Kilgour (Sortante) | Sans opposition | Sans opposition |

## Bryson
|             | Élection (2017)                                                                            | Dissolution (2021) | Élection (2021)                                                                          |
| Maire       | Alain Gagnon                                                                               | Alain Gagnon       | Alain Gagnon                                                                             |
| Conseillers | David Miljour Diane Tourangeau Lance Joanne Ralston Wayne Cameron Paul Gauthier Jian Zhang |                    | David Miljour Diane Tourangeau Lance Joanne Ralston Wayne Cameron Serge Lance Jian Zhang |

| Taux de participation :                | Taux de participation :                | Taux de participation :                | Taux de participation :                | Taux de participation :                | 57,4 % |
| Nombre de votes valides :              | Nombre de votes valides :              | Nombre de votes valides :              | Nombre de votes valides :              | Nombre de votes valides :              | 284    |
| Nombre de votes rejetées à la mairie : | Nombre de votes rejetées à la mairie : | Nombre de votes rejetées à la mairie : | Nombre de votes rejetées à la mairie : | Nombre de votes rejetées à la mairie : | 10     |
| Nombre d'électeurs inscrits :          | Nombre d'électeurs inscrits :          | Nombre d'électeurs inscrits :          | Nombre d'électeurs inscrits :          | Nombre d'électeurs inscrits :          | 512    |

| Candidats pour la mairie | Vote | %     |
| ------------------------ | ---- | ----- |
| Alain Gagnon (Sortant)   | 199  | 70,07 |
| Rosalee Gravelle         | 85   | 29,93 |

| Candidats conseiller #1 | Vote            | %               |
| ----------------------- | --------------- | --------------- |
| David Miljour (Sortant) | Sans opposition | Sans opposition |

| Candidats conseiller #2           | Vote            | %               |
| --------------------------------- | --------------- | --------------- |
| Diane Tourangeau Lance (Sortante) | Sans opposition | Sans opposition |

| Candidats conseiller #3   | Vote            | %               |
| ------------------------- | --------------- | --------------- |
| Joanne Ralston (Sortante) | Sans opposition | Sans opposition |

| Candidats conseiller #4 | Vote            | %               |
| ----------------------- | --------------- | --------------- |
| Wayne Cameron (Sortant) | Sans opposition | Sans opposition |

| Candidats conseiller #5 | Vote | %     |
| ----------------------- | ---- | ----- |
| Serge Lance             | 212  | 74,65 |
| Relics Leach            | 72   | 25,35 |

| Candidats conseiller #6 | Vote | %     |
| ----------------------- | ---- | ----- |
| Jian Zhang (Sortant)    | 133  | 46,83 |
| Susanne Romain          | 97   | 34,15 |
| Kelly Nitschkie         | 54   | 19,01 |

- Décès de Diane Lance, conseillère #2, le 4 avril 2023.

- Élection de Marc Gauthier au poste de conseiller #2 le 29 octobre 2023[1].

| Candidats conseiller #2 | Vote      | %     |
| ----------------------- | --------- | ----- |
| Marc Gauthier           | 44        | 33,85 |
| James White             | 40        | 30,77 |
| Marcel Newberry         | 31        | 23,85 |
| Rose Gravelle           | 15        | 11,54 |
| Bulletins rejetés       | 1         |       |
| Taux de participation   | 131 / 510 | 25,69 |

## Campbell's Bay
|             | Élection (2017)                                                                                         | Dissolution (2021)                                                                                      | Élection (2021)                                                                                                 |
| Maire       | Maurice Beauregard                                                                                      | Maurice Beauregard                                                                                      | Maurice Beauregard                                                                                              |
| Conseillers | Raymond Pilon Timothy Ferrigan Jean-Pierre Landry Stéphanie Hébert-Shea Lois Smith Suzanne Dubeau-Pilon | Raymond Pilon Timothy Ferrigan Jean-Pierre Landry Stéphanie Hébert-Shea Lois Smith Suzanne Dubeau-Pilon | Raymond Pilon Timothy Ferrigan Jean-Pierre Landry Stéphanie Hébert-Shea Ann Josey Bouchard Suzanne Dubeau-Pilon |

| Candidats pour la mairie     | Vote            | %               |
| ---------------------------- | --------------- | --------------- |
| Maurice Beauregard (Sortant) | Sans opposition | Sans opposition |

| Candidats conseiller #1 | Vote            | %               |
| ----------------------- | --------------- | --------------- |
| Raymond Pilon (Sortant) | Sans opposition | Sans opposition |

| Candidats conseiller #2    | Vote            | %               |
| -------------------------- | --------------- | --------------- |
| Timothy Ferrigan (Sortant) | Sans opposition | Sans opposition |

| Candidats conseiller #3      | Vote            | %               |
| ---------------------------- | --------------- | --------------- |
| Jean-Pierre Landry (Sortant) | Sans opposition | Sans opposition |

| Candidats conseiller #4          | Vote            | %               |
| -------------------------------- | --------------- | --------------- |
| Stéphanie Hébert-Shea (Sortante) | Sans opposition | Sans opposition |

| Candidats conseiller #5 | Vote            | %               |
| ----------------------- | --------------- | --------------- |
| Ann Josey Bouchard      | Sans opposition | Sans opposition |

| Candidats conseiller #6         | Vote            | %               |
| ------------------------------- | --------------- | --------------- |
| Suzanne Dubeau-Pilon (Sortante) | Sans opposition | Sans opposition |

- Décès de Maurice Beauregard, maire, le 15 octobre 2022 à la suite d'un cancer virulent[2]. Tim Ferrigan, conseiller #2, exerce la fonction de maire suppléant pendant l'intérim[3].

- Démission de Raymond Pilon, conseiller #1, le 6 mars 2023 afin de se présenter à la mairie[4].

- Élection sans opposition de Raymond Pilon au poste de maire et de Leen Matthyssen au poste de conseillère #1 le 23 avril 2023[5].

| Candidats pour la mairie                 | Vote            | %               |
| ---------------------------------------- | --------------- | --------------- |
| Raymond Pilon (Sortant d'un autre poste) | Sans opposition | Sans opposition |

| Candidats conseiller #1 | Vote            | %               |
| ----------------------- | --------------- | --------------- |
| Leen Matthyssen         | Sans opposition | Sans opposition |

## Chichester
|             | Élection (2017)                                                                              | Dissolution (2021)                                                                           | Élection (2021)                                                                              |
| Maire       | Donald Gagnon                                                                                | Donald Gagnon                                                                                | Donald Gagnon                                                                                |
| Conseillers | Dustin Denault Louis Schryer Jacques Fleury Chrissy Ann Payne Corey Bissonnette Neil Maloney | Dustin Denault Louis Schryer Jacques Fleury Chrissy Ann Payne Corey Bissonnette Neil Maloney | Dustin Denault Louis Schryer Jacques Fleury Chrissy Ann Payne Corey Bissonnette Neil Maloney |

| Candidats pour la mairie | Vote            | %               |
| ------------------------ | --------------- | --------------- |
| Donald Gagnon (Sortant)  | Sans opposition | Sans opposition |

| Candidats conseiller #1  | Vote            | %               |
| ------------------------ | --------------- | --------------- |
| Dustin Denault (Sortant) | Sans opposition | Sans opposition |

| Candidats conseiller #2 | Vote            | %               |
| ----------------------- | --------------- | --------------- |
| Louis Schryer (Sortant) | Sans opposition | Sans opposition |

| Candidats conseiller #3  | Vote            | %               |
| ------------------------ | --------------- | --------------- |
| Jacques Fleury (Sortant) | Sans opposition | Sans opposition |

| Candidats conseiller #4      | Vote            | %               |
| ---------------------------- | --------------- | --------------- |
| Chrissy Ann Payne (Sortante) | Sans opposition | Sans opposition |

| Candidats conseiller #5     | Vote            | %               |
| --------------------------- | --------------- | --------------- |
| Corey Bissonnette (Sortant) | Sans opposition | Sans opposition |

| Candidats conseiller #6 | Vote            | %               |
| ----------------------- | --------------- | --------------- |
| Neil Maloney (Sortant)  | Sans opposition | Sans opposition |

## Clarendon
|             | Élection (2017)                                                               | Dissolution (2021)                                                            | Élection (2021)                                                                   |
| Maire       | John Armstrong                                                                | John Armstrong                                                                | Edward Walsh                                                                      |
| Conseillers | Rick Younge Jonathan Dagg Phillip Elliott Edward Walsh Eric Smith Mavis Hanna | Rick Younge Jonathan Dagg Phillip Elliott Edward Walsh Eric Smith Mavis Hanna | Rickey Younge Jonathan Dagg Phillip Elliott Phillip Holmes Eric Smith Mavis Hanna |

| Taux de participation :                | Taux de participation :                | Taux de participation :                | Taux de participation :                | Taux de participation :                | 40,5 % |
| Nombre de votes valides :              | Nombre de votes valides :              | Nombre de votes valides :              | Nombre de votes valides :              | Nombre de votes valides :              | 446    |
| Nombre de votes rejetées à la mairie : | Nombre de votes rejetées à la mairie : | Nombre de votes rejetées à la mairie : | Nombre de votes rejetées à la mairie : | Nombre de votes rejetées à la mairie : | 4      |
| Nombre d'électeurs inscrits :          | Nombre d'électeurs inscrits :          | Nombre d'électeurs inscrits :          | Nombre d'électeurs inscrits :          | Nombre d'électeurs inscrits :          | 1 112  |

| Candidats pour la mairie                | Vote | %     |
| --------------------------------------- | ---- | ----- |
| Edward Walsh (Sortant d'un autre poste) | 281  | 63,00 |
| Gerald Dagg                             | 165  | 37,00 |

| Candidats conseiller #1 | Vote            | %               |
| ----------------------- | --------------- | --------------- |
| Rickey Younge (Sortant) | Sans opposition | Sans opposition |

| Candidats conseiller #2 | Vote            | %               |
| ----------------------- | --------------- | --------------- |
| Jonathan Dagg (Sortant) | Sans opposition | Sans opposition |

| Candidats conseiller #3   | Vote            | %               |
| ------------------------- | --------------- | --------------- |
| Phillip Elliott (Sortant) | Sans opposition | Sans opposition |

| Candidats conseiller #4 | Vote            | %               |
| ----------------------- | --------------- | --------------- |
| Phillip Holmes          | Sans opposition | Sans opposition |

| Candidats conseiller #5 | Vote            | %               |
| ----------------------- | --------------- | --------------- |
| Eric Smith (Sortant)    | Sans opposition | Sans opposition |

| Candidats conseiller #6 | Vote            | %               |
| ----------------------- | --------------- | --------------- |
| Mavis Hanna (Sortante)  | Sans opposition | Sans opposition |

## Fort-Coulonge
|             | Élection (2017)                                                                                         | Dissolution (2021)                                                                              | Élection (2021)                                                                                 |
| Maire       | Gaston Allard                                                                                           | Debbie Laporte                                                                                  | Christine Francoeur                                                                             |
| Conseillers | Christine Francoeur Gaétan Graveline Pierre Vaillancourt Debbie Laporte Nathalie Denault Lise A. Romain | Christine Francoeur Gaétan Graveline Pierre Vaillancourt Vacant Nathalie Denault Lise A. Romain | Lucie Bertrand Philippe Ouellet Gaétan Graveline Debbie Laporte Nathalie Denault Lise A. Romain |

| Taux de participation :                | Taux de participation :                | Taux de participation :                | Taux de participation :                | Taux de participation :                | 57,3 % |
| Nombre de votes valides :              | Nombre de votes valides :              | Nombre de votes valides :              | Nombre de votes valides :              | Nombre de votes valides :              | 612    |
| Nombre de votes rejetées à la mairie : | Nombre de votes rejetées à la mairie : | Nombre de votes rejetées à la mairie : | Nombre de votes rejetées à la mairie : | Nombre de votes rejetées à la mairie : | 13     |
| Nombre d'électeurs inscrits :          | Nombre d'électeurs inscrits :          | Nombre d'électeurs inscrits :          | Nombre d'électeurs inscrits :          | Nombre d'électeurs inscrits :          | 1 091  |

| Candidats pour la mairie                        | Vote | %     |
| ----------------------------------------------- | ---- | ----- |
| Christine Francoeur (Sortante d'un autre poste) | 413  | 67,48 |
| Gilles Beaulieu                                 | 199  | 32,52 |

| Candidats conseiller #1 | Vote            | %               |
| ----------------------- | --------------- | --------------- |
| Lucie Bertrand          | Sans opposition | Sans opposition |

| Candidats conseiller #2  | Vote | %     |
| ------------------------ | ---- | ----- |
| Philippe Ouellet         | 309  | 50,33 |
| Freeda Bechamp Graveline | 305  | 49,67 |

| Candidats conseiller #3       | Vote | %     |
| ----------------------------- | ---- | ----- |
| Gaétan Graveline              | 349  | 57,50 |
| Pierre Vaillancourt (Sortant) | 258  | 42,50 |

| Candidats conseiller #4   | Vote            | %               |
| ------------------------- | --------------- | --------------- |
| Debbie Laporte (Sortante) | Sans opposition | Sans opposition |

| Candidats conseiller #5     | Vote            | %               |
| --------------------------- | --------------- | --------------- |
| Nathalie Denault (Sortante) | Sans opposition | Sans opposition |

| Candidats conseiller #6   | Vote            | %               |
| ------------------------- | --------------- | --------------- |
| Lise A. Romain (Sortante) | Sans opposition | Sans opposition |

- Décès de Lucie Bertrand, conseillère #1, le 31 octobre 2022[6].

- Élection de Dave Hérault au poste de conseiller #1 le 26 février 2023[7].

| Candidats conseiller #1  | Vote        | %     |
| ------------------------ | ----------- | ----- |
| Dave Hérault             | 196         | 50,52 |
| Freeda Béchamp Graveline | 192         | 49,48 |
| Bulletins rejetés        | 1           |       |
| Taux de participation    | 389 / 1 069 | 36,39 |

## L'Isle-aux-Allumettes
|             | Élection (2017)                                                                               | Dissolution (2021)                                                                               | Élection (2021)                                                                          |
| Maire       | Winston Sunstrum                                                                              | Winston Sunstrum                                                                                 | Cory Spence                                                                              |
| Conseillers | Mariette Sallafranque Louis Lair Patrick Montgomery Nancy McGuire Roger Lavoie Patrick Tallon | Mariette Sallafranque Louis Lair Patrick Montgomery Nancy McGuire br>Roger Lavoie Patrick Tallon | Mariette Sallafranque Patrick Fleming Ivan Schryer Nancy McGuire Biran Adam Robert Chafe |

| Candidats pour la mairie              | Vote | %     |
| ------------------------------------- | ---- | ----- |
| Corey Spence                          | 284  | 41,04 |
| Louis Lair (Sortant d'un autre poste) | 271  | 39,16 |
| Jeremiah Nephin                       | 137  | 19,80 |

| Candidats conseiller #1          | Vote            | %               |
| -------------------------------- | --------------- | --------------- |
| Mariette Sallafranque (Sortante) | Sans opposition | Sans opposition |

| Candidats conseiller #2 | Vote            | %               |
| ----------------------- | --------------- | --------------- |
| Patrick Fleming         | Sans opposition | Sans opposition |

| Candidats conseiller #3 | Vote            | %               |
| ----------------------- | --------------- | --------------- |
| ivan Shryer             | Sans opposition | Sans opposition |

| Candidats conseiller #4  | Vote            | %               |
| ------------------------ | --------------- | --------------- |
| Nancy McGuire (Sortante) | Sans opposition | Sans opposition |

| Candidats conseiller #5 | Vote | %     |
| ----------------------- | ---- | ----- |
| Brian Adam              | 343  | 50,52 |
| Paul Gagnon             | 336  | 49,48 |

| Candidats conseiller #6 | Vote            | %               |
| ----------------------- | --------------- | --------------- |
| Robert Chafe            | Sans opposition | Sans opposition |

## L'Île-du-Grand-Calumet
|             | Élection (2017)                                                                                        | Dissolution (2021)                                                                                           | Élection (2021)                                                                                           |
| Maire       | Serge Newberry                                                                                         | Serge Newberry                                                                                               | Jean-Louis Corriveau                                                                                      |
| Conseillers | Martin Bertrand Mario Bédard Mona Donnelly Patrice Dumouchel Réjean Meilleur Elie James Azola Moankong | Martin Bertrand Mario Bédard Mona Donnelly Alice Meilleur Pieschke Réjean Meilleur Elie James Azola Moankong | Aurel Paquette Louise Grenier Pierre Jolicoeur Alice Meilleur Pieschke Guylaine La Salle Adrienne Turgeon |

| Taux de participation :                | Taux de participation :                | Taux de participation :                | Taux de participation :                | Taux de participation :                | 69,5 % |
| Nombre de votes valides :              | Nombre de votes valides :              | Nombre de votes valides :              | Nombre de votes valides :              | Nombre de votes valides :              | 414    |
| Nombre de votes rejetées à la mairie : | Nombre de votes rejetées à la mairie : | Nombre de votes rejetées à la mairie : | Nombre de votes rejetées à la mairie : | Nombre de votes rejetées à la mairie : | 0      |
| Nombre d'électeurs inscrits :          | Nombre d'électeurs inscrits :          | Nombre d'électeurs inscrits :          | Nombre d'électeurs inscrits :          | Nombre d'électeurs inscrits :          | 596    |

| Candidats pour la mairie | Vote | %     |
| ------------------------ | ---- | ----- |
| Jean-Louis Corriveau     | 303  | 73,19 |
| Pierre Fréchette         | 111  | 26,81 |

| Candidats conseiller #1 | Vote            | %               |
| ----------------------- | --------------- | --------------- |
| Aurel Paquette          | Sans opposition | Sans opposition |

| Candidats conseiller #2 | Vote            | %               |
| ----------------------- | --------------- | --------------- |
| Louise Grenier          | Sans opposition | Sans opposition |

| Candidats conseiller #3 | Vote            | %               |
| ----------------------- | --------------- | --------------- |
| Pierre Jolicoeur        | Sans opposition | Sans opposition |

| Candidats conseiller #4                   | Vote | %     |
| ----------------------------------------- | ---- | ----- |
| Alice Meilleur Pieschke (Sortante)        | 182  | 44,28 |
| Rollande Normandeau                       | 148  | 36,01 |
| Mona Donnelly (Sortante d'un autre poste) | 81   | 19,71 |

| Candidats conseiller #5         | Vote | %     |
| ------------------------------- | ---- | ----- |
| Guylaine La Salle               | 244  | 59,22 |
| Réjean F. J. Meilleur (Sortant) | 168  | 40,78 |

| Candidats conseiller #6              | Vote | %     |
| ------------------------------------ | ---- | ----- |
| Adrienne Turgeon                     | 258  | 62,62 |
| Elie James Azola Moankong (Sortante) | 154  | 37,38 |

- Démission de Alice Meilleur Pieschke, conseillère #4, le 14 mars 2022 pour raisons de santé[8].

- Élection de Jean-Guy Brousseau au poste de conseiller #4 le 7 août 2022[9].

| Candidats conseiller #4 | Vote      | %     |
| ----------------------- | --------- | ----- |
| Jean-Guy Brousseau      | 120       | 50,85 |
| Rollande Normandeau     | 82        | 34,75 |
| Francine Tremblay       | 34        | 14,41 |
| Bulletins rejetés       | 1         |       |
| Taux de participation   | 237 / 610 | 38,85 |

## Litchfield
|             | Élection (2017)                                                                        | Dissolution (2021)                                                                     | Élection (2021)                                                             |
| Maire       | Colleen Larivière                                                                      | Colleen Larivière                                                                      | Colleen Larivière                                                           |
| Conseillers | Terry Racine Donald Graveline Denis Dubeau Joseph John Belanger Emile Morin John Stitt | Terry Racine Donald Graveline Denis Dubeau Joseph John Belanger Emile Morin John Stitt | Terry Racine Courtney Harris Denis Dubeau Rick Frost Emile Morin John Stitt |

| Candidats pour la mairie     | Vote            | %               |
| ---------------------------- | --------------- | --------------- |
| Colleen Larivière (Sortante) | Sans opposition | Sans opposition |

| Candidats conseiller #1 | Vote            | %               |
| ----------------------- | --------------- | --------------- |
| Terry Racine (Sortant)  | Sans opposition | Sans opposition |

| Candidats conseiller #2    | Vote | %     |
| -------------------------- | ---- | ----- |
| Courtney Harris            | 164  | 62,36 |
| Donald Graveline (Sortant) | 99   | 37,64 |

| Candidats conseiller #3 | Vote            | %               |
| ----------------------- | --------------- | --------------- |
| Denis Dubeau (Sortant)  | Sans opposition | Sans opposition |

| Candidats conseiller #4 | Vote | %     |
| ----------------------- | ---- | ----- |
| Rick Frost              | 124  | 46,79 |
| Travis Corriveau        | 92   | 34,72 |
| Joe Bélanger (Sortant)  | 49   | 18,49 |

| Candidats conseiller #5 | Vote            | %               |
| ----------------------- | --------------- | --------------- |
| Emile Morin (Sortant)   | Sans opposition | Sans opposition |

| Candidats conseiller #6 | Vote            | %               |
| ----------------------- | --------------- | --------------- |
| John Stitt (Sortant)    | Sans opposition | Sans opposition |

## Mansfield-et-Pontefract
|             | Élection (2017)                                                                         | Dissolution (2021)                                                                      | Élection (2021)                                                                                         |
| Maire       | Gilles Dionne                                                                           | Gilles Dionne                                                                           | Sandra Armstrong                                                                                        |
| Conseillers | Kim Laroche Brian Boisvert Luc Sicard Gerry Ladouceur Claudette Béland Sandra Armstrong | Kim Laroche Brian Boisvert Luc Sicard Gerry Ladouceur Claudette Béland Sandra Armstrong | Richard Morrissette Brian Boisvert Janet Korol Garry Ladouceur Claudette Béland-Pleau Sébastien Denault |

| Taux de participation :                | Taux de participation :                | Taux de participation :                | Taux de participation :                | Taux de participation :                | 44,8 % |
| Nombre de votes valides :              | Nombre de votes valides :              | Nombre de votes valides :              | Nombre de votes valides :              | Nombre de votes valides :              | 875    |
| Nombre de votes rejetées à la mairie : | Nombre de votes rejetées à la mairie : | Nombre de votes rejetées à la mairie : | Nombre de votes rejetées à la mairie : | Nombre de votes rejetées à la mairie : | 10     |
| Nombre d'électeurs inscrits :          | Nombre d'électeurs inscrits :          | Nombre d'électeurs inscrits :          | Nombre d'électeurs inscrits :          | Nombre d'électeurs inscrits :          | 1 977  |

| Candidats pour la mairie   | Vote | %     |
| -------------------------- | ---- | ----- |
| Sandra Armstrong (Sortant) | 708  | 80,91 |
| Kathleen Belec             | 167  | 19,09 |

| Candidats conseiller #1 | Vote            | %               |
| ----------------------- | --------------- | --------------- |
| Richard Morrissette     | Sans opposition | Sans opposition |

| Candidats conseiller #2  | Vote | %     |
| ------------------------ | ---- | ----- |
| Brian Boisvert (Sortant) | 651  | 74,91 |
| Louis Philippe Fortin    | 218  | 25,09 |

| Candidats conseiller #3 | Vote            | %               |
| ----------------------- | --------------- | --------------- |
| Janet Korol             | Sans opposition | Sans opposition |

| Candidats conseiller #4   | Vote            | %               |
| ------------------------- | --------------- | --------------- |
| Garry Ladouceur (Sortant) | Sans opposition | Sans opposition |

| Candidats conseiller #5           | Vote            | %               |
| --------------------------------- | --------------- | --------------- |
| Claudette Béland-Pleau (Sortante) | Sans opposition | Sans opposition |

| Candidats conseiller #6 | Vote            | %               |
| ----------------------- | --------------- | --------------- |
| Sébastien Denault       | Sans opposition | Sans opposition |

## Otter Lake
|             | Élection (2017)                                                                             | Dissolution (2021)                                                          | Élection (2021)                                                                           |
| Maire       | Kim Cartier-Villeneuve                                                                      | Kim Cartier-Villeneuve                                                      | Terry Lafleur                                                                             |
| Conseillers | Carlen Lafleur Desiree Tremblay Kathleen Gauthier Vicky Dubeau Ivan Leblanc Robin Zacharias | Carlen Lafleur Vacant Kathleen Gauthier Vicky Dubeau Vacant Robin Zacharias | Darren Knox Jennifer Quaile Kathleen Gauthier Penny Dubeau Serge Sabourin Robin Zacharias |

| Candidats pour la mairie | Vote            | %               |
| ------------------------ | --------------- | --------------- |
| Terry Lafleur            | Sans opposition | Sans opposition |

| Candidats conseiller #1 | Vote | %     |
| ----------------------- | ---- | ----- |
| Darren Know             | 221  | 53,00 |
| Kassandra Fleury        | 120  | 28,78 |
| Alex Povolotski         | 76   | 18,23 |

| Candidats conseiller #2 | Vote | %     |
| ----------------------- | ---- | ----- |
| Jennifer Quaile         | 336  | 79,43 |
| Earl Lafleur            | 87   | 20,57 |

| Candidats conseiller #3      | Vote            | %               |
| ---------------------------- | --------------- | --------------- |
| Kathleen Gauthier (Sortante) | Sans opposition | Sans opposition |

| Candidats conseiller #4 | Vote | %     |
| ----------------------- | ---- | ----- |
| Penny Dubeau            | 290  | 68,88 |
| Brian McMahon           | 131  | 31,12 |

| Candidats conseiller #5 | Vote | %     |
| ----------------------- | ---- | ----- |
| Serge Sabourin          | 283  | 67,06 |
| Raymonde Dagenais       | 139  | 32,94 |

| Candidats conseiller #6   | Vote            | %               |
| ------------------------- | --------------- | --------------- |
| Robin Zacharias (Sortant) | Sans opposition | Sans opposition |

- Poste de Kathleen Gauthier, conseillère #3, inscrit vacant lors de la séance du 3 mai 2022[10].

- Entrée en fonction de Daniel Lamarche au poste de conseiller #3 dès la séance du 2 août 2022[11].

| Candidats conseiller #3 | Vote | %   |
| ----------------------- | ---- | --- |
| Daniel Lamarche         | n/d  | n/d |

## Portage-du-Fort
|             | Élection (2017)                                                                                            | Dissolution (2021)                                                                                          | Élection (2021)                                                                       |
| Maire       | Lynne Cameron                                                                                              | Lynne Cameron                                                                                               | Lynne Judd-Cameron                                                                    |
| Conseillers | Debra Greensheilds Sharon Goodfellow Brinkworth Gerald Manwell Jacques Guérette Cody Coughlin Alan Farrell | Christopher West Sharon Goodfellow Brinkworth Gerald Manwell Jacques Guérette Cody Coughlin Edward Thompson | Jacques Guérette Brooke Mallette Larry Godbold Kim Elliott Cody Coughlin Alan Farrell |

| Taux de participation :                | Taux de participation :                | Taux de participation :                | Taux de participation :                | Taux de participation :                | 76,0 % |
| Nombre de votes valides :              | Nombre de votes valides :              | Nombre de votes valides :              | Nombre de votes valides :              | Nombre de votes valides :              | 165    |
| Nombre de votes rejetées à la mairie : | Nombre de votes rejetées à la mairie : | Nombre de votes rejetées à la mairie : | Nombre de votes rejetées à la mairie : | Nombre de votes rejetées à la mairie : | 0      |
| Nombre d'électeurs inscrits :          | Nombre d'électeurs inscrits :          | Nombre d'électeurs inscrits :          | Nombre d'électeurs inscrits :          | Nombre d'électeurs inscrits :          | 217    |

| Candidats pour la mairie      | Vote | %     |
| ----------------------------- | ---- | ----- |
| Lynne Judd-Cameron (Sortante) | 88   | 53,33 |
| Nicole Racine                 | 77   | 46,67 |

| Candidats conseiller #1                     | Vote            | %               |
| ------------------------------------------- | --------------- | --------------- |
| Jacques Guérette (Sortant d'un autre poste) | Sans opposition | Sans opposition |

| Candidats conseiller #2 | Vote            | %               |
| ----------------------- | --------------- | --------------- |
| Brooke Mallette         | Sans opposition | Sans opposition |

| Candidats conseiller #3 | Vote | %     |
| ----------------------- | ---- | ----- |
| Larry Godbold           | 92   | 56,10 |
| Zacharie Thompson       | 72   | 43,90 |

| Candidats conseiller #4 | Vote            | %               |
| ----------------------- | --------------- | --------------- |
| Kim Elliott             | Sans opposition | Sans opposition |

| Candidats conseiller #5 | Vote | %     |
| ----------------------- | ---- | ----- |
| Cody Coughlin (Sortant) | 95   | 57,93 |
| Frank Sofalvi           | 69   | 42,07 |

| Candidats conseiller #6                     | Vote | %     |
| ------------------------------------------- | ---- | ----- |
| Alan Farrell (Sortant d'un autre poste)     | 101  | 61,59 |
| Christopher West (Sortant d'un autre poste) | 63   | 38,41 |

- Départ de Larry Godbold, conseiller #3, en 2023.

## Rapides-des-Joachims
|             | Élection (2017)                                                       | Dissolution (2021)                                          | Élection (2021)                                     |
| Maire       | James Gibson                                                          | James Gibson                                                | Doug Rousselle                                      |
| Conseillers | Doris May Larochelle Noel Leclerc Mareen Sarrazin Paul-André Paquette | Doris May Larochelle Noel Leclerc Anne Butler Dale Levesque | Stephany Rauche Noel Leclerc Ann Gagnon Kelsey Daly |

| Taux de participation :                | Taux de participation :                | Taux de participation :                | Taux de participation :                | Taux de participation :                | 78,7 % |
| Nombre de votes valides :              | Nombre de votes valides :              | Nombre de votes valides :              | Nombre de votes valides :              | Nombre de votes valides :              | 96     |
| Nombre de votes rejetées à la mairie : | Nombre de votes rejetées à la mairie : | Nombre de votes rejetées à la mairie : | Nombre de votes rejetées à la mairie : | Nombre de votes rejetées à la mairie : | 0      |
| Nombre d'électeurs inscrits :          | Nombre d'électeurs inscrits :          | Nombre d'électeurs inscrits :          | Nombre d'électeurs inscrits :          | Nombre d'électeurs inscrits :          | 122    |

| Candidats pour la mairie                 | Vote | %     |
| ---------------------------------------- | ---- | ----- |
| Doug Rouselle                            | 35   | 34,46 |
| Lucie Rivet Paquette                     | 28   | 29,17 |
| Doris Larochelle                         | 21   | 21,88 |
| Dale Lévesque (Sortant d'un autre poste) | 12   | 12,50 |

| Candidats conseiller #1 | Vote            | %               |
| ----------------------- | --------------- | --------------- |
| Stephany Rauche         | Sans opposition | Sans opposition |

| Candidats conseiller #2 | Vote            | %               |
| ----------------------- | --------------- | --------------- |
| Noel Leclerc (Sortant)  | Sans opposition | Sans opposition |

| Candidats conseiller #3      | Vote | %     |
| ---------------------------- | ---- | ----- |
| Ann Gagnon                   | 55   | 57,89 |
| Anne-Marie Butler (Sortante) | 40   | 42,11 |

| Candidats conseiller #4 | Vote | %     |
| ----------------------- | ---- | ----- |
| Kelsey Daly             | 74   | 77,89 |
| Paul-André Paquette     | 16   | 16,84 |
| Wilfred Lévesques       | 5    | 5,26  |

- Décès de Doug Rousselle, maire, 11 septembre 2023[12]. Stephany Rauche, conseillère #1, exerce la fonction de mairesse suppléante pendant l'intérim[13].

- Élection sans opposition de Lucie Rivet Paquette au poste de mairesse le 3 décembre 2023[14].

| Candidats pour la mairie | Vote            | %               |
| ------------------------ | --------------- | --------------- |
| Lucie Rivet Paquette     | Sans opposition | Sans opposition |

## Shawville
|             | Élection (2017)                                                                          | Dissolution (2021) | Élection (2021)                                                                |
| Maire       | Sandra Murray                                                                            | Sandra Murray      | Bill William McCleary                                                          |
| Conseillers | Keith Harris Denzil Yach Peggie Sheppard Jaime Christie Bill William Hobbs Patti Moffatt |                    | Julien Gagnon Denzil Yach Brent Leach Richard Armitage Bill Hobbs Katie Sharpe |

| Taux de participation :                | Taux de participation :                | Taux de participation :                | Taux de participation :                | Taux de participation :                | 56,2 % |
| Nombre de votes valides :              | Nombre de votes valides :              | Nombre de votes valides :              | Nombre de votes valides :              | Nombre de votes valides :              | 736    |
| Nombre de votes rejetées à la mairie : | Nombre de votes rejetées à la mairie : | Nombre de votes rejetées à la mairie : | Nombre de votes rejetées à la mairie : | Nombre de votes rejetées à la mairie : | 7      |
| Nombre d'électeurs inscrits :          | Nombre d'électeurs inscrits :          | Nombre d'électeurs inscrits :          | Nombre d'électeurs inscrits :          | Nombre d'électeurs inscrits :          | 1 323  |

| Candidats pour la mairie                         | Vote | %     |
| ------------------------------------------------ | ---- | ----- |
| Bill William McCleary (Sortant d'un autre poste) | 401  | 54,48 |
| Patti Moffatt (Sortante d'un autre poste)        | 335  | 45,52 |

| Candidats conseiller #1 | Vote | %     |
| ----------------------- | ---- | ----- |
| Julien Gagnon           | 387  | 52,37 |
| Keith Harris (Sortant)  | 352  | 47,63 |

| Candidats conseiller #2 | Vote | %     |
| ----------------------- | ---- | ----- |
| Denzil Yach (Sortant)   | 491  | 67,08 |
| Stéphane Landry         | 241  | 32,92 |

| Candidats conseiller #3 | Vote | %     |
| ----------------------- | ---- | ----- |
| Brent Leach             | 331  | 45,78 |
| Carolann Barton         | 197  | 27,25 |
| Kerry Reasbeck          | 195  | 26,97 |

| Candidats conseiller #4 | Vote | %     |
| ----------------------- | ---- | ----- |
| Richard Armitage        | 628  | 86,15 |
| Donna Andrew            | 101  | 13,85 |

| Candidats conseiller #5 | Vote            | %               |
| ----------------------- | --------------- | --------------- |
| Bill Hobbs (Sortant)    | Sans opposition | Sans opposition |

| Candidats conseiller #6 | Vote | %     |
| ----------------------- | ---- | ----- |
| Katie Sharpe            | 376  | 51,44 |
| Bonney Harris           | 355  | 48,56 |

## Sheenboro
|             | Élection (2017)                                                                          | Dissolution (2021)                                                                       | Dissolution (2021)                                                                    |
| Maire       | Doris Ranger                                                                             | Doris Ranger                                                                             | Doris Venasse Ranger                                                                  |
| Conseillers | Dick Edwards John Brennan Rick Bradshaw Lorna Brennan Agnesi Lawrence Gleason Karen Shea | Dick Edwards John Brennan Rick Bradshaw Lorna Brennan Agnesi Lawrence Gleason Karen Shea | Dick Edwards John Brennan Rick Bradshaw Lorna Brennan Agnesi Shamus Morris Karen Shea |

| Candidats pour la mairie        | Vote            | %               |
| ------------------------------- | --------------- | --------------- |
| Doris Venasse Ranger (Sortante) | Sans opposition | Sans opposition |

| Candidats conseiller #1 | Vote | %     |
| ----------------------- | ---- | ----- |
| Dick Edwards (Sortant)  | 110  | 53,40 |
| Glenn Magil             | 96   | 46,60 |

| Candidats conseiller #2 | Vote            | %               |
| ----------------------- | --------------- | --------------- |
| John Brennan (Sortant)  | Sans opposition | Sans opposition |

| Candidats conseiller #3  | Vote | %     |
| ------------------------ | ---- | ----- |
| Rick Bradshaw (Sortante) | 116  | 56,59 |
| Eldon Jennings           | 89   | 43,41 |

| Candidats conseiller #4         | Vote            | %               |
| ------------------------------- | --------------- | --------------- |
| Lorna Brennan Agnesi (Sortante) | Sans opposition | Sans opposition |

| Candidats conseiller #5 | Vote | %     |
| ----------------------- | ---- | ----- |
| Shamus Morris           | 118  | 58,42 |
| Nancy Gleason           | 84   | 41,58 |

| Candidats conseiller #6 | Vote | %     |
| ----------------------- | ---- | ----- |
| Karen Shea (Sortante)   | 110  | 53,92 |
| Neil Meehan             | 94   | 46,08 |

## Thorne
|             | Élection (2017)                                                                                                | Dissolution (2021)                                                                                             | Élection (2021)                                                                                     |
| Maire       | Karen Daly Kelly                                                                                               | Karen Daly Kelly                                                                                               | Karen Daly Kelly                                                                                    |
| Conseillers | Robert Willis Marsha Steinke Bean Megane Bretzlaff Deborah Stafford Robert Charette Jammie-Lee Coursol (Thrun) | Robert Willis Marsha Steinke Bean Megane Bretzlaff Deborah Stafford Robert Charette Jammie-Lee Coursol (Thrun) | Robert Wills Marsha Steinke Bean Robert Blaskie Deborah Stafford Robert Charette Jammie Lee Coursol |

| Taux de participation :                | Taux de participation :                | Taux de participation :                | Taux de participation :                | Taux de participation :                | 50,2 % |
| Nombre de votes valides :              | Nombre de votes valides :              | Nombre de votes valides :              | Nombre de votes valides :              | Nombre de votes valides :              | 308    |
| Nombre de votes rejetées à la mairie : | Nombre de votes rejetées à la mairie : | Nombre de votes rejetées à la mairie : | Nombre de votes rejetées à la mairie : | Nombre de votes rejetées à la mairie : | 10     |
| Nombre d'électeurs inscrits :          | Nombre d'électeurs inscrits :          | Nombre d'électeurs inscrits :          | Nombre d'électeurs inscrits :          | Nombre d'électeurs inscrits :          | 633    |

| Candidats pour la mairie    | Vote | %     |
| --------------------------- | ---- | ----- |
| Karen Daly Kelly (Sortante) | 213  | 69,16 |
| Terence Murdock             | 95   | 30,84 |

| Candidats conseiller #1 | Vote | %     |
| ----------------------- | ---- | ----- |
| Robert Wills (Sortante) | 201  | 69,55 |
| James H. Hodgins        | 88   | 30,45 |

| Candidats conseiller #2          | Vote            | %               |
| -------------------------------- | --------------- | --------------- |
| Marsha (Steinke) Bean (Sortante) | Sans opposition | Sans opposition |

| Candidats conseiller #3 | Vote            | %               |
| ----------------------- | --------------- | --------------- |
| Robert Blaskie          | Sans opposition | Sans opposition |

| Candidats conseiller #4     | Vote | %     |
| --------------------------- | ---- | ----- |
| Deborah Stafford (Sortante) | 224  | 76,88 |
| Robert Black                | 67   | 23,02 |

| Candidats conseiller #5   | Vote | %     |
| ------------------------- | ---- | ----- |
| Robert Charette (Sortant) | 169  | 57,29 |
| Todd Smith                | 126  | 42,71 |

| Candidats conseiller #6       | Vote | %     |
| ----------------------------- | ---- | ----- |
| Jammie Lee Coursol (Sortante) | 210  | 71,92 |
| Greg MacMillan                | 82   | 28,08 |

- Décès de Robert Charette, conseiller #5, en février 2023[15].

- Élection sans opposition de Norma Turcotte Charette au poste de conseillère #5 le 4 juin 2023[16].

| Candidats pour la mairie | Vote            | %               |
| ------------------------ | --------------- | --------------- |
| Norma Turcotte Charette  | Sans opposition | Sans opposition |

## Waltham
|             | Élection (2017)                                                                       | Dissolution (2021)                                                                    | Élection (2021)                                                                   |
| Maire       | David Rochon                                                                          | David Rochon                                                                          | Odette Godin                                                                      |
| Conseillers | Brenda Landry Gerard Pharand Ramona Marion Odette Godin Elwood Allard Pierre Gauthier | Brenda Landry Gerard Pharand Ramona Marion Odette Godin Elwood Allard Pierre Gauthier | Brenda Landry Leonard Godin Ramona Marion Jordan Evans Elwood Allard Tyler Rochon |

| Candidats pour la mairie                 | Vote            | %               |
| ---------------------------------------- | --------------- | --------------- |
| Odette Godin (Sortante d'un autre poste) | Sans opposition | Sans opposition |

| Candidats conseiller #1  | Vote            | %               |
| ------------------------ | --------------- | --------------- |
| Brenda Landry (Sortante) | Sans opposition | Sans opposition |

| Candidats conseiller #2 | Vote            | %               |
| ----------------------- | --------------- | --------------- |
| Leonard Godin           | Sans opposition | Sans opposition |

| Candidats conseiller #3  | Vote            | %               |
| ------------------------ | --------------- | --------------- |
| Ramona Marion (Sortante) | Sans opposition | Sans opposition |

| Candidats conseiller #4 | Vote            | %               |
| ----------------------- | --------------- | --------------- |
| Jordan Evans            | Sans opposition | Sans opposition |

| Candidats conseiller #5 | Vote            | %               |
| ----------------------- | --------------- | --------------- |
| Elwood Allard (Sortant) | Sans opposition | Sans opposition |

| Candidats conseiller #6 | Vote            | %               |
| ----------------------- | --------------- | --------------- |
| Tyler Rochon            | Sans opposition | Sans opposition |